# فکرت هاکان

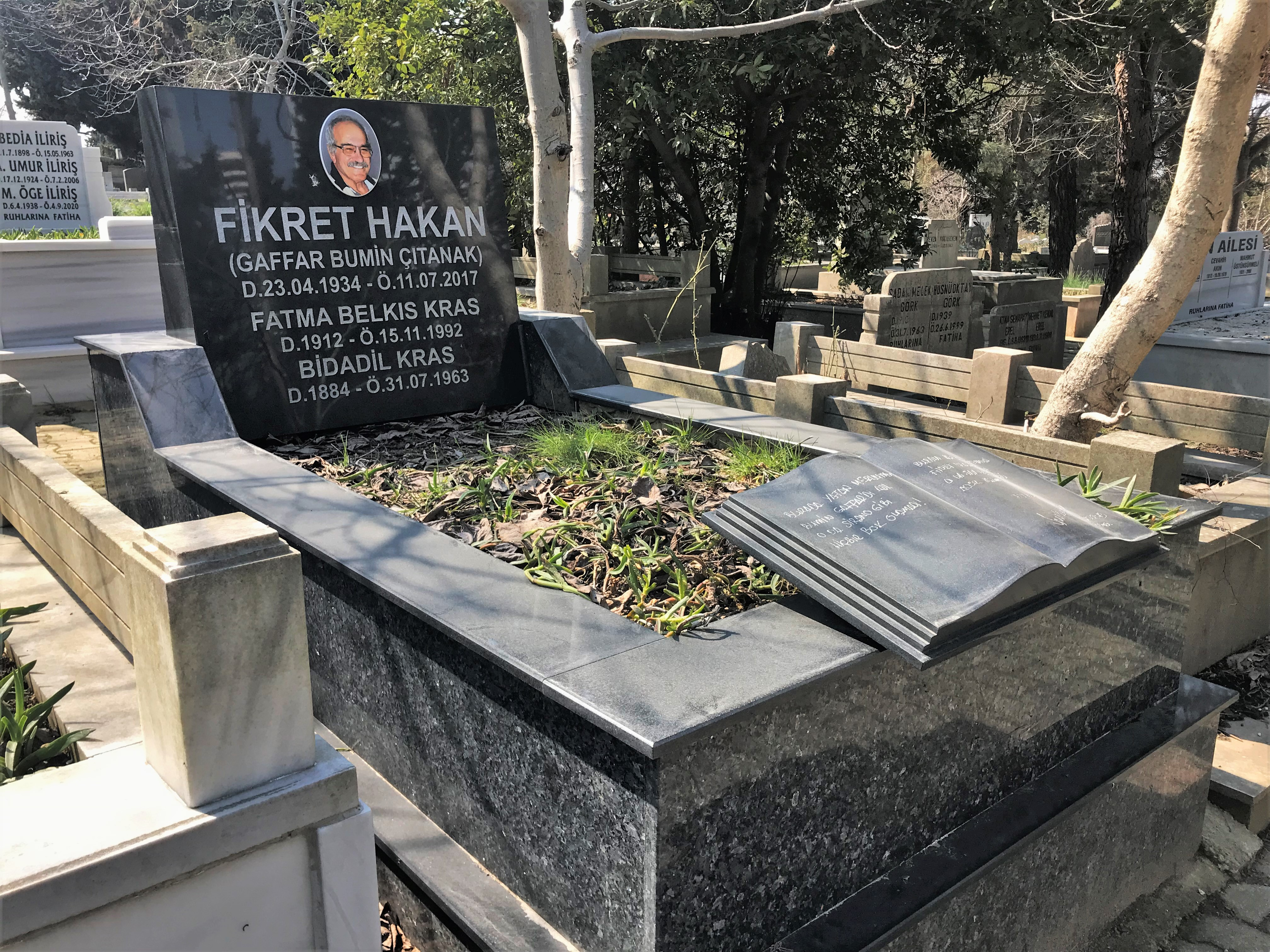
مقبره فیکرت هاکان (۱۹۳۴–۲۰۱۷)، بازیگر، فیلمنامه‌نویس، تهیه‌کننده و کارگردان ترک واقع در گورستان زینچیرلیکویو، استانبول، ترکیه.

فکرت هاکان (ترکی استانبولی: Fikret Hakan؛ زادهٔ ۲۳ آوریل ۱۹۳۴ - درگذشته ۱۱ ژوئیهٔ ۲۰۱۷) هنرپیشه اهل ترکیه بود. این هنرمند که جایزهٔ «هنرمند ایالت» را دریافت نموده، بازیگری را از دههٔ ۵۰ میلادی شروع کرد. از معروف‌ترین فیلم‌هایی که وی در آن بازی کرده می‌توان به «انتقام مارها» اشاره نمود.